# Arondismentul Saint-Nazaire
Arondismentul Saint-Nazaire (în franceză Arrondissement de Saint-Nazaire) este un arondisment din departamentul Loire-Atlantique, regiunea Pays de la Loire, Franța.

## Subdiviziuni

### Cantoane
- Cantonul La Baule-Escoublac
- Cantonul Bourgneuf-en-Retz
- Cantonul Le Croisic
- Cantonul Guérande
- Cantonul Herbignac
- Cantonul Montoir-de-Bretagne
- Cantonul Paimbœuf
- Cantonul Pontchâteau
- Cantonul Pornic
- Cantonul Saint-Gildas-des-Bois
- Cantonul Saint-Nazaire-Centre
- Cantonul Saint-Nazaire-Est
- Cantonul Saint-Nazaire-Ouest
- Cantonul Saint-Père-en-Retz
- Cantonul Savenay

### Comune
| 1. Arthon-en-Retz (44005)            | 2. Assérac (44006)                | 3. Batz-sur-Mer (44010)               | 4. La Baule-Escoublac (44055)      |
| 5. La Bernerie-en-Retz (44012)       | 6. Besné (44013)                  | 7. Bourgneuf-en-Retz (44021)          | 8. Bouée (44019)                   |
| 9. Campbon (44025)                   | 10. La Chapelle-Launay (44033)    | 11. La Chapelle-des-Marais (44030)    | 12. Chauvé (44038)                 |
| 13. Chéméré (44040)                  | 14. Corsept (44046)               | 15. Le Croisic (44049)                | 16. Crossac (44050)                |
| 17. Donges (44052)                   | 18. Drefféac (44053)              | 19. Fresnay-en-Retz (44059)           | 20. Frossay (44061)                |
| 21. Guenrouet (44068)                | 22. Guérande (44069)              | 23. Herbignac (44072)                 | 24. Lavau-sur-Loire (44080)        |
| 25. Malville (44089)                 | 26. Mesquer (44097)               | 27. Missillac (44098)                 | 28. Montoir-de-Bretagne (44103)    |
| 29. Les Moutiers-en-Retz (44106)     | 30. Paimboeuf (44116)             | 31. Piriac-sur-Mer (44125)            | 32. La Plaine-sur-Mer (44126)      |
| 33. Pontchâteau (44129)              | 34. Pornic (44131)                | 35. Pornichet (44132)                 | 36. Le Pouliguen (44135)           |
| 37. Prinquiau (44137)                | 38. Préfailles (44136)            | 39. Quilly (44139)                    | 40. Saint-André-des-Eaux (44151)   |
| 41. Saint-Brevin-les-Pins (44154)    | 42. Saint-Gildas-des-Bois (44161) | 43. Saint-Hilaire-de-Chaléons (44164) | 44. Saint-Joachim (44168)          |
| 45. Saint-Lyphard (44175)            | 46. Saint-Malo-de-Guersac (44176) | 47. Saint-Michel-Chef-Chef (44182)    | 48. Saint-Molf (44183)             |
| 49. Saint-Nazaire (44184)            | 50. Saint-Père-en-Retz (44187)    | 51. Saint-Viaud (44192)               | 52. Sainte-Anne-sur-Brivet (44152) |
| 53. Sainte-Reine-de-Bretagne (44189) | 54. Savenay (44195)               | 55. Sévérac (44196)                   | 56. Trignac (44210)                |
| 57. La Turballe (44211)              |                                   |                                       |                                    |